# 5 f.Kr.
5 f.Kr. var ett skottår som började en lördag i den proleptiska julianska kalendern, men i verkligheten ett normalår som började antingen en måndag eller tisdag i den julianska kalendern (se skottårsfelet i den julianska kalendern för mer information).

## Födda
- 13 januari – Guangwu av Han, kinesisk kejsare
- 29 september – Jesus, judisk profet (möjligen född detta år och datum)